# Керкен
Керкен (нім. Kerken) — громада в Німеччині, знаходиться в землі Північний Рейн-Вестфалія. Підпорядковується адміністративному округу Дюссельдорф. Входить до складу району Клеве.
Площа — 58 км2. Населення становить 12 638 ос. (станом на 31 грудня 2020).